# Maurice Norland
Maurice Norland (n. 30 iulie 1901, Auxerre, Bourgogne, Franța – d. 18 mai 1967, Migennes, Bourgogne, Franța) a fost un atlet ce a reprezentat Franța, medaliat olimpic. A participat la 2 ediții ale Jocurilor Olimpice (1924, 1928) în care a câștigat o medalie de bronz în proba de cros pe echipe.

## Palmares
| An   | Competiție        | Locație                  | Loc    | Eveniment           | Note    |
| ---- | ----------------- | ------------------------ | ------ | ------------------- | ------- |
| 1924 | Jocurile Olimpice | Paris, Franța            | 5 (sf) | 5000 m              | 15:41,4 |
| 1924 | Jocurile Olimpice | Paris, Franța            | 15     | cros                | 41:48,3 |
| 1924 | Jocurile Olimpice | Paris, Franța            | 3      | cros pe echipe      | 20 pct. |
| 1928 | Jocurile Olimpice | Amsterdam, Țările de Jos | –      | 3000 m pe obstacole | NS      |